# 近藤尚史
近藤 尚史 (こんどう たかふみ) は、日本のレーシングチーム監督。TGR TEAM SARDチーム代表。Team TAISAN SARD監督兼チーフエンジニア歴任。

## 概要
株式会社サード執行役員。2016年、TAISANとSARDのジョイントチームTeam TAISAN SARD監督兼チーフエンジニア歴任。
2020年、TGR TEAM SARDチーム代表に就任。